# Benny Lee
Benny Lee (Glasgow, Schotland, 11 augustus 1916 - 9 december 1995) was een Schots acteur, die in vele Engelse producties verscheen, waaronder als Mr. Abraham Klein in Are You Being Served?.
Lee stierf op 79-jarige leeftijd, nadat er complicaties optraden na een operatie.

## Filmografie
- That's My Boy televisieserie - Mr. Thoroughgood (Afl., Where There's a Will, 1984)
- Are You Being Served? televisieserie - Mr. Klein (4 afl., 1981)
- Bless Me Father televisieserie - Mr. Goldman (Afl., A Mixed-Up Marriage, 1981)
- Minder televisieserie - Boxing Commentator (Afl., Don't Tell Them Willie Boy Was Here, 1980)
- The Sweeney televisieserie - Tommy Swain (Afl., Victims, 1978)
- The Rag Trade televisieserie - Mr. Harris (Afl., Self Defence, 1978)
- Mahler (1974) - Uncle Arnold
- A Hole Lot of Trouble (1971) - Bert
- Z Cars televisieserie - Ben Roberts (Afl., Finch and Sons: Part 1, 1967)
- All Square televisieserie - Verschillende rollen (1966-1967)
- Thirty-Minute Theatre televisieserie - Porter (Afl., Portrait of a Madonna, 1965)
- Crossroads televisieserie - Mr. O'Neill
- It's a Square World televisieserie - Verschillende rollen (1960-1964)
- The Girl Hunters (1963) - Nat Drutman
- The Night of the Prowler (1962) - Benny
- After Hours televisieserie - Verschillende rollen (1958-1959)
- Keep It Clean (1956) - Tarbottom
- My Wife's Family (1956) - Arnold
- How Do You View? televisieserie - Mr. Pegg (1952-1953)

- Bibliothèque nationale de France: cb14197833m (data)
- International Standard Name Identifier: 0000 0000 4465 6336
- Library of Congress Control Number: no2004032737
- Virtual International Authority File: 66676270
- WorldCat: E39PBJhhm6pFkfFHbdQymTdJDq